# Pedioplanis rubens
Pedioplanis rubens — вид ящірок родини ящіркових (Lacertidae). Ендемік Намібії.

## Опис
Довжина ящірки P. rubens (без врахування хвоста) становить 5 см, хвіст майже вдвічі довший за решту тіла. Верхня частина голови і тіла коричневі, хвіст яскраво-червоно-коричневий, нижня частина тіла більш світла.

## Поширення і екологія
Pedioplanis gaerdesi є ендеміками плато Ватерберг в області Очосондьюпа. Вони живуть в саванах мопане, серед скель з червоного пісковика. Зустрічаються на висоті від 1400 до 1600 м над рівнем моря. Вдень ящірки шукають їжу на землі і ховаються під камінням або біля підніжжя чагарників. Відкладають яйця.